# 16249 Cauchy
16249 Cauchy è un asteroide della fascia principale. Scoperto nel 2000, presenta un'orbita caratterizzata da un semiasse maggiore pari a 2,8385271 UA e da un'eccentricità di 0,0238945, inclinata di 2,96033° rispetto all'eclittica.